# Pius XI.
Pius XI. před zvolením Ambrogio Damiano Achille Ratti (31. května 1857 Desio – 10. února 1939 Vatikán) byl papežem katolické církve (od roku 1922) a suverénem státu Vatikán. Některými historiky je považován za největšího papeže 20. století. Vydal na 31 encyklik, vytvořil rámec pro zformování Katolické akce a v roce 1925 ustanovil slavnost Ježíše Krista Krále. V roce 1931 založil Radio Vatikán a v roce 1936 (znovu)založil Papežskou akademii věd. Za jeho pontifikátu Svatý stolec uzavřel řadu konkordátů a mezinárodních smluv s (převážně nově vzniklými) státy, včetně Lateránských smluv, v nichž Itálie uznala existenci a svrchovanost Vatikánu, a kontroverzního Říšského konkordátu. Na konci svého pontifikátu, poznamenaném těžkou nemocí, se neúspěšně snažil čelit nástupu komunismu a nacismu, kteréžto odsoudil ve svých encyklikách, a odvrátit blížící se světovou válku.

## Cesta k úřadu

Znak kardinála Rattiho

Ambrogio Ratti se narodil v Desiu u Milána. Na kněze byl vysvěcen v roce 1879. Byl nadaný, na Gregoriánské univerzitě získal postupně tři doktoráty (filosofie, kanonického práva a teologie). Působil jako profesor teologie v semináři v Padově (1882–1888), dále v milánské Ambrosiánské knihovně (1888–1911, prefekt knihovny od 1907) a Vatikánské knihovně (1911–1919, nejprve viceprefekt, od 1914 prefekt).
Ve volném čase se věnoval horolezectví a ke konci 19. století podnikal i výstupy jako např. na Monte Rosu, Matterhorn a prvovýstup na Mont Blanc z italské strany, kdy novou trasu absolvoval z vrcholu do údolí.
Jeho specializací byly středověké a starověké církevní manuskripty, ambrosiánský misál a Karel Boromejský.
V roce 1919 jej papež Benedikt XV. jmenoval titulárním arcibiskupem naupaktským a apoštolským nunciem v Polsku (1919–1921). Mise skončila odvoláním zpět do Itálie, kde obdržel hodnost kardinála a byl jmenován arcibiskupem milánským, kterým však zůstal pouhého půl roku. Před nástupem svého pontifikátu působil jako prefekt Vatikánské knihovny (1914–1919), apoštolský nuncius v Polsku (1919–1921) a arcibiskup milánský (1921–1922).

## Konkláve
Papež Benedikt XV. zemřel nečekaně 22. ledna 1922 v Římě na zápal plic. Na počátku února bylo svoláno konkláve, jehož se účastnilo 53 kardinálů. S délkou čtyř hlasovacích dnů s celkovým počtem 14 skrutinií se jedná o nejdelší konkláve 20. století. Po třech bezvýsledných kolech, kdy proti sobě stáli kardinálové Merry del Val a Pietro Maffi do popředí vstoupili kardinálové Pietro Gasparri a Pietro La Fontaine. Ani výměna dvou hlavních pretendentů však nikam nevedla a konkláve se dostalo do slepé uličky. Gasparri tedy navrhl kandidaturu Achilla Rattiho, jehož zvolení 6. února 1922 představovalo do značné míry kompromisní řešení.

## Papež

Znak Pia XI.

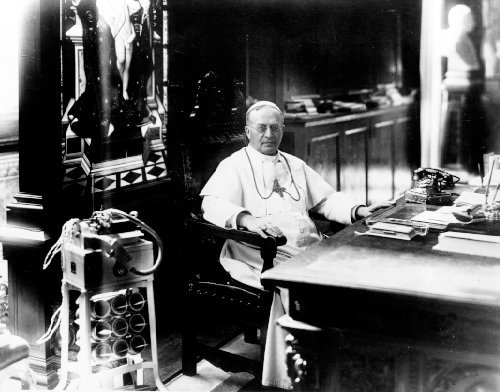
Pius XI. ve své pracovně

Ambrogio Ratti přijal jméno Pius XI. a jako papežské motto si zvolil heslo pax Christi in regno Christi (Kristův pokoj v Kristově království). Od roku 1870 byl prvním papežem, který se po svém zvolení objevil na balkóně svatopetrského chrámu a udělil lidu požehnání urbi et orbi. Slavnostní korunovace Pia XI. se konala 12. února.

### Učení
Jeho první encyklika Ubi arcano reagovala na postupující sekularizaci světa a dala rámec pro zformování Katolické akce. Ve své encyklice Quas primas vydané 11. prosince 1925 ustanovil slavnost Ježíše Krista Krále.

### Mezinárodní vztahy
Za Pia XI. čelila katolická církev neutěšené mezinárodní situaci a mnoha četným pronásledováním. Svatý stolec musel řešit řadu závažných otázek ve vztazích s Francií a nově vzniklými státy v Evropě, jakož i krutá pronásledování církve v Sovětském svazu, Mexiku a později i v Německu, kde se naděje vkládané do říšského konkordátu ukázaly liché. Nově vzniklé státy se ukázaly být příliš slabými, aby konkordáty s nimi měly pro církev skutečně garanční charakter. Jediným nezpochybnitelným úspěchem jeho pontifikátu v tomto ohledu tedy zůstaly Lateránské smlouvy, které zajistily celosvětové uznání papežovy světské moci. Krátce po svém ustavení nechal vybudovat Radio Vatikán.

### Konec pontifikátu
Konec pontifikátu představoval pro Pia XI. velké utrpení a obrovskou řadu zklamání. Již těžce nemocný opakovaně odsoudil totalitní režimy vzkvétající v nacistickém Německu a Sovětském svazu (zejména v encyklikách z roku 1937 Mit brennender Sorge a Divini redemptoris) a snažil se odvrátit blížící se válečný konflikt. Jeho snaha však byla bezvýsledná – válka byla stále blíž a on ve své kritice totalitarismů zůstával osamocen. Zklamaně přihlížel tomu, jak západní velmoci ustupují nacistickému Německu a nechávají ho pohltit Rakousko, proti jehož záboru protestoval, a těžce nesl fakt, že Itálie navzdory jeho odporu uzavřela spojenectví s nacistickým Německem a zavedla protižidovské zákony. Naproti tomu jednoznačně uspěl ve své nepokryté snaze zajistit hladký nástup na papežský stolec svému státnímu sekretáři, kardinálu Eugeniovi Pacellimu.
Smrt jej zastihla v okamžiku, kdy byl připraven v encyklice Humani generis unitas jmenovitě odsoudit antisemitismus, což již předtím učinil v tisku a v projevech před poutníky. Jeho nástupce Pius XII. (již zmíněný Pacelli) zvolil ale jinou cestu – rozhodl se nacismus výslovně neodsoudit, ale tiše proti němu bojovat a pomáhat pronásledovaným, což považoval za efektivnější a prozíravější cestu.

Pius XI. při setkání s belgickými poutníky 9. září 1938. Tato slova tehdy nebyla zveřejněna v oficiálních vatikánských médiích, deníku L'Osservatore Romano nebo Vatikánském rozhlase: 
| „ | Všimněte si při katolické mši, že Abrahám je náš patriarcha a praotec. Antisemitismus je neslučitelný se vznešenou myšlenkou, kterou toto vyjadřuje. Je to hnutí, v němž katolík nemá co dělat. Ne, ne, říkám vám, pro křesťana je vyloučeno přijmout antisemitismus. Vyloučeno. Skrze Krista a v Kristu jsme duchovní následovníci Abraháma. Duchovně jsme všichni semité. | “ |